# Sportakademklub Moskau
Der Sportakademklub Moskau (russisch ФК Спортакадемклуб, wiss. Transliteration FK Sportakademklub) ist ein russischer Fußballverein aus Moskau.

## Geschichte
1992 wurde in Sergiev Posad in der dortigen Maschinenfabrik die Fußballmannschaft Mashinostroitel gegründet. Der Klub erreichte 2007 als Tabellenerster der 2. Division (West) den Aufstieg in die 1. Division, die zweite professionelle Fußball-Liga in Russland. Zwar reichte am Ende der Saison der 2008 die sportliche Leistung der Mannschaft (15. Platz) für den Klassenerhalt, jedoch stieg der Club aus finanziellen Gründen wieder in die 2. Division West ab. Im Oktober 2010 verlor Sportakademklub zu Hause 0:2 gegen Lokomotiv-2, belegte den letzten Platz in der Westzone der zweiten Liga und spielt seit der Saison 2011/12 in der dritten Liga.